# Flabellina pedata
Espèce
Synonymes
- Coryphella pedata
- Coryphella landsburgii
- Eolis landsburgii

La coryphelle mauve (Flabellina pedata) est une espèce de nudibranche de la famille des Flabellinidae. La couleur du pied varie entre rose et violet. Les tentacules et rhinophores ont des longues pointes blanches. Cette espèce ressemble beaucoup à Flabellina ischitana. Les rhinophores de F. pedata alors que celle de F. ischitana sont à lamelles.